# Landport

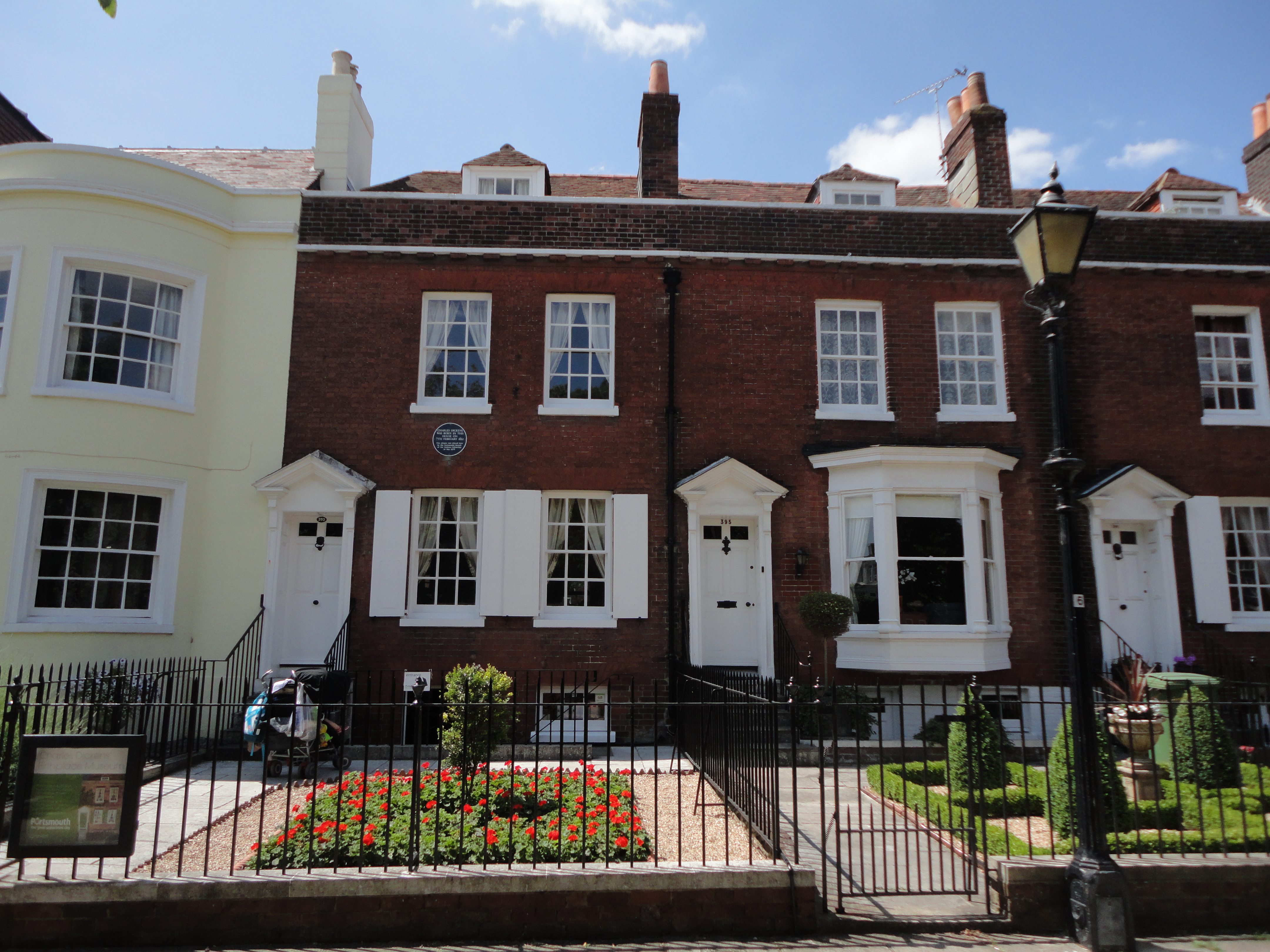
Lugar de nascimento de Charles Dickens, 393 Commercial Road, Landport.

Landport é um distrito localizado perto do centro da Ilha Portsea e é parte da cidade de Portsmouth, na Inglaterra.
O distrito contém a principal área comercial de Portsmouth. Antes da Segunda Grande Guerra o distrito também era uma área residencial, mas foi fortemente danificado pelo bombardeio durante a guerra.
É também o local onde nasceu um dos maiores romancistas da Era Vitoriana, Charles Dickens.